# Ázsiai labdarúgó-szuperkupa
Az Ázsiai labdarúgó-szuperkupa (angolul: Asian Super Cup) egy megszűnt, az AFC által kiírt nemzetközi labdarúgó-szuperkupa volt. A döntőben a Kupagyőztesek Ázsia-kupájának és az AFC-bajnokok kupájának győztesei találkoztak.
A tornát 1995 és 2002 között nyolc alkalommal rendezték meg.
A legsikeresebb csapat a szaúdi el-Hilál és a dél-koreai Suwon Samsung Bluewings 2 győzelemmel.
A 2002–03-as szezontól kezdődően a versenysorozatot megszüntették, miután a Kupagyőztesek Ázsia-kupáját egyesítették az AFC-bajnokok kupájával és létrehozták az AFC-bajnokok ligáját.

## Eredmények
| Szezon | Győztes                 | Eredmény                                     | Döntős             |
| ------ | ----------------------- | -------------------------------------------- | ------------------ |
| 1995   | Yokohama Flügels        | 4 - 3 (összesítésben)                        | Thai Farmers Bank  |
| 1996   | Cheonan Ilhwa Chunma    | 6 - 3 (összesítésben)                        | Bellmare Hiratsuka |
| 1997   | el-Hilál                | 2 - 1 (összesítésben)                        | Pohang Steelers    |
| 1998   | en-Naszr                | 1 - 1 (összesítésben, idegenben lőtt góllal) | Pohang Steelers    |
| 1999   | Júbilo Iwata            | 2 - 2 (összesítésben, idegenben lőtt góllal) | Al-Ittihad         |
| 2000   | el-Hilál                | 3 - 2 (összesítésben)                        | Shimizu S-Pulse    |
| 2001   | Suwon Samsung Bluewings | 4 - 3 (összesítésben)                        | Es-Sabáb           |
| 2002   | Suwon Samsung Bluewings | 1 - 1 (összesítésben, 4-2 b.u.)              | el-Hilál           |

- h.u. – hosszabbítás után
- b.u. – büntetők után

## Ranglista klubonként
| Csapat                  | Győztes | Döntős |
| ----------------------- | ------- | ------ |
| el-Hilál                | 2       | 1      |
| Suwon Samsung Bluewings | 2       | 0      |
| Júbilo Iwata            | 1       | 0      |
| en-Naszr                | 1       | 0      |
| Cheonan Ilhwa Chunma    | 1       | 0      |
| Yokohama Flügels        | 1       | 0      |
| Pohang Steelers         | 0       | 2      |
| Es-Sabáb                | 0       | 1      |
| Shimizu S-Pulse         | 0       | 1      |
| Al-Ittihad              | 0       | 1      |
| Shonan Bellmare         | 0       | 1      |
| Thai Farmers Bank       | 0       | 1      |

## Ranglista országonként
| # | Ország       | Győztes | Döntős |
| - | ------------ | ------- | ------ |
| 1 | Szaúd-Arábia | 3       | 3      |
| 2 | Dél-Korea    | 3       | 2      |
| 3 | Japán        | 2       | 2      |
| 4 | Thaiföld     | 0       | 1      |